# Jürgen Kohler (Rechtswissenschaftler)
Jürgen Kohler (* 14. März 1953 in Langenfeld) ist ein deutscher Rechtswissenschaftler und ehemaliger Professor für Zivilrecht an der Ernst-Moritz-Arndt-Universität Greifswald. 

## Leben und Wirken
Kohler studierte nach seinem Abitur am Gymnasium Koblenzer Straße in Düsseldorf-Urdenbach (1971) an der Universität zu Köln Rechtswissenschaften. Seine Staatsexamina legte er 1977 und 1979 ab. Als wissenschaftlicher Mitarbeiter am Institut für Römisches Recht, Bürgerliches Recht und Zivilprozeßrecht bei Professor Andreas Wacke wurde er 1983 mit einer Dissertation über Das Verfügungsverbot gemäß § 938 Abs. 2 ZPO im Liegenschaftsrecht promoviert und habilitierte sich 1988 mit einer Habilitationsschrift über Die gestörte Rückabwicklung gescheiterter Austauschverträge.
Nach Lehraufträgen und Lehrstuhlvertretungen in Köln, Konstanz und Bielefeld war er von 1989 bis 1991 Universitätsprofessor für Bürgerliches Recht und Nebengebiete an der Universität Konstanz und seit 1991 Gründungsprofessor für Bürgerliches Recht und Zivilprozessrecht an der wiedereröffneten Rechts- und Staatswissenschaftlichen Fakultät der Ernst-Moritz-Arndt-Universität Greifswald. Im Jahr 1994 war er Dekan der Rechts- und Staatswissenschaftlichen Fakultät. Von 1994 bis 2000 war er der 336. Rektor der Hochschule. In seiner Amtszeit begann die Universität als eine der ersten in Deutschland, gestufte Studiengänge mit Bachelor- und Master-Abschlüssen einzuführen. 1992 wurde er Mitglied der Akademie gemeinnütziger Wissenschaften zu Erfurt.
Seit seiner Amtszeit als Rektor bekleidete er zahlreiche Funktionen in nationalen und internationalen Wissenschaftsorganisationen. So war von 2001 bis 2005 als Vorsitzender des Academic Board der EuroFaculty tätig, die sich für akademische Reformen im Baltikum, insbesondere an den Universitäten in Tartu, Riga und Vilnius, einsetzt. Seit 2002 ist er deutscher Hochschulvertreter im Hochschul- und Forschungsausschuss des Europarates (CC-HER). Von 2005 bis 2007 war er zudem Vorsitzender des deutschen Akkreditierungsrates.
Außerdem war Kohler von 2001 bis 2005 Vorsitzender der Historischen Kommission für Pommern, deren Mitglied er weiterhin ist.